# Ctenosaura oedirhina
Ctenosaura oedirhina є видом ящірок родини ігуанових. Це ендемік Гондурасу, на острові Роатан у Карибському морі. Це ігуана середнього розміру з округлою мордою, короткою лускою на гребені та довжиною носового отвору від 151 до 325 мм. Його природне місце проживання — субтропічні чи тропічні сухі ліси.